# Pleonotoma albiflora
Pleonotoma albiflora là một loài thực vật có hoa trong họ Chùm ớt. Loài này được (Salzm. ex DC.) A.H.Gentry miêu tả khoa học đầu tiên năm 1976.